# Colts de Barrie
Les Colts de Barrie sont une franchise de hockey sur glace du Canada qui évolue dans la ligue junior de la Ligue de hockey de l'Ontario.